# Elies Mahmoud
Elies Mahmoud (in arabo الياس محمود‎?; Dreux, 10 febbraio 2001) è un calciatore francese, centrocampista del Randers.

## Carriera
Mahmoud è cresciuto nel settore giovanile del Châteauroux e nella stagione 2019-2020 ha giocato con la squadra riserve in Championnat National 3. Nel 2020 è stato acquistato dal Le Havre con cui il 12 settembre ha esordito nel calcio professionistico nell'incontro di Ligue 2 vinto 3-1 contro il Guingamp. Ha segnato il suo primo gol il 29 ottobre 2022 in Coppa di Francia contro l'Alençon.
Dopo aver vinto il campionato di Ligue 2, l'11 luglio 2023 è stato acquistato dal Stade Lausanne-Ouchy, a sua volta promosso in massima divisione svizzera.

## Statistiche

### Presenze e reti nei club
Statistiche aggiornate al 3 aprile 2024.
| Stagione        | Squadra              | Campionato      | Campionato | Campionato | Coppe nazionali | Coppe nazionali | Coppe nazionali | Coppe continentali | Coppe continentali | Coppe continentali | Altre coppe | Altre coppe | Altre coppe | Totale | Totale | Totale |
| Stagione        | Squadra              | Comp            | Pres       | Reti       | Comp            | Pres            | Reti            | Comp               | Pres               | Reti               | Comp        | Pres        | Reti        | Pres   | Reti   |        |
| --------------- | -------------------- | --------------- | ---------- | ---------- | --------------- | --------------- | --------------- | ------------------ | ------------------ | ------------------ | ----------- | ----------- | ----------- | ------ | ------ | ------ |
| 2019-2020       | Châteauroux 2        | N3              | 12         | 4          |                 | -               | -               |                    | -                  | -                  |             | -           | -           | 12     | 4      |        |
| 2021-2022       | Le Havre 2           | N3              | 14         | 4          |                 | -               | -               |                    | -                  | -                  |             | -           | -           | 14     | 4      |        |
| 2020-2021       | Le Havre             | L2              | 15         | 0          | CF              | 1               | 0               |                    | -                  | -                  |             | -           | -           | 16     | 0      |        |
| 2021-2022       | Le Havre             | L2              | 5          | 0          | CF              | 1               | 0               |                    | -                  | -                  |             | -           | -           | 6      | 0      |        |
| 2022-2023       | Le Havre             | L2              | 31         | 0          | CF              | 1               | 1               |                    | -                  | -                  |             | -           | -           | 32     | 1      |        |
| 2023-2024       | Stade Lausanne-Ouchy | SL              | 25         | 2          | CS              | 2               | 0               |                    | -                  | -                  |             | -           | -           | 27     | 2      |        |
| Totale carriera | Totale carriera      | Totale carriera | 102        | 10         |                 | 5               | 1               |                    | -                  | -                  |             | -           | -           | 107    | 11     |        |

## Palmarès

### Club

#### Competizioni nazionali
- Campionato francese di seconda divisione: 1

Le Havre: 2022-2023